# Agui (Aichi)
Agui (阿久比町 Agui-chō?) es un pueblo localizado en la prefectura de Aichi, Japón. En octubre de 2019 tenía una población estimada de 28.291 habitantes y una densidad de población de 1.189 personas por km². Su área total es de 23,80 km².

## Geografía

### Localidades circundantes
- Prefectura de Aichi
  - Chita
  - Handa
  - Higashiura
  - Tokoname

## Demografía
Según los datos del censo japonés, esta es la población de Agui en los últimos años.
| 1995   | 2000   | 2005   | 2010   | 2015   |
| ------ | ------ | ------ | ------ | ------ |
| 23.890 | 24.028 | 24.577 | 25.466 | 27.747 |